# Plynteria patricialis
Plynteria patricialis là một loài bướm đêm trong họ Noctuidae.